# Louise Dacquay
Louise Dacquay (Geburtsname: Louise White; * 25. Juni 1940 in Manitou, Manitoba) ist eine kanadische Politikerin der Progressive Conservative Party of Manitoba, die von 1990 bis 2003 Mitglied der Legislativversammlung von Manitoba und zwischen 1995 und 1999 deren Sprecherin war.

## Leben
Louise Dacquay, Tochter von Horace White, ist staatlich anerkannte Wirtschaftspädagogin und arbeitete siebzehn Jahre lang hauptsächlich im Schulbezirk Fort Garry in Winnipeg als Pädagogin. Danach war sie zwischen 1984 und 1986 Regionalorganisatorin der Progressiv-Konservativen Partei von Manitoba (Progressive Conservative Party of Manitoba) und von 1987 bis 1989 Geschäftsführerin der Partei. Am 11. September 1990 wurde sie im neu geschaffenen Wahlkreis „Seine River“ erstmals zum Mitglied der Legislativversammlung von Manitoba gewählt und vertrat diesen Wahlkreis nach ihren Wiederwahlen am 25. April 1995 und am 21. September 1999 bis zu ihrer Niederlage gegen Theresa Oswald von der New Democratic Party of Manitoba am 3. Juni 2003.
Als Nachfolgerin von Denis Rocan übernahm Louise Dacquay am 23. Mai 1995 den Posten als Speaker of the Legislative Assembly und fungierte damit bis zu ihrer Ablösung durch George Hickes am 20. September 1999  als Parlamentspräsidentin. 1962 heiratete sie Hubert J. Dacquay.

## Hintergrundliteratur
- KathrynO'Handley, ; Sutherland, Caroline (1997). Canadian Parliamentary Guide. ISBN 1-896413-43-9.

## Weblink
- MLA Biographies – Living: DACQUAY, Louise. Legislativversammlung von Manitoba, abgerufen am 2. Mai 2025 (englisch).